# Hierocles van Agrigentum
Hierocles van Agrigentum was een autochtone inwoner van Agrigentum, die, na de nederlaag van Antiochus III bij de Thermopylae (191 v.Chr.), het eiland Zacynthus, waarover hem het bevel was toevertrouwd door Amynander, aan de Achaeërs gaf. (Liv., XXXVI 32.) 

## Referentie
- W. Smith, art. Hierocles, historical (3), in W. Smith, A Dictionary of Greek and Roman Biography and Mythology, Londen, 1870, II, p. 452.